# Innere Mazedonische Revolutionäre Organisation – Volkspartei
Die Innere Mazedonische Revolutionäre Organisation – Volkspartei (kurz IMRO-VP, mazedonisch Внатрешна македонска револуционерна организација - Народна партија Vnatrešna Makedonska Revolucionerna Organizacija-Narodna partija) oder VMRO-NP ist eine politische Partei in Nordmazedonien mit christlich-demokratischer und nationaldemokratischer Orientierung. Die Partei ist für die Integration des Landes in die Euro-atlantischen Strukturen und befürwortet den Beitritt zur Europäischen Union. Sie versteht sich als eine Nachfolgepartei der Inneren Mazedonischen Revolutionären Organisation.
Die Partei wurde am 4. Juli 2004 durch Ljubčo Georgievski gegründet, als Abspaltung von der VMRO-DPMNE. Kurz zuvor geriet Georgievski, ehemaliger Ministerpräsident des Landes, in Konflikt mit seinem Nachfolger als Parteivorsitzender Nikola Gruevski. In der Folge wurde VMRO-NP einer der schärfsten innenpolitischen Kritiker der von Gruevski durchgeführten Innen- (siehe Skopje 2014) und Außenpolitik zur Distanz gegenüber den Nachbarländern Griechenland, Bulgarien und Albanien. Als erster Vorsitzender wurde Vesna Janeska gewählt, wobei Georgievski als inoffizieller Führer im Hintergrund blieb.
Bei den Parlamentswahlen 2006 erhielt VMRO-NP 57.204 Stimmen oder 6,1 % der Gesamtstimmen und stellte damit sechs Sitze im Parlament.
Wegen Meinungsverschiedenheiten mit der Parteipolitik verließ der Abgeordnete Gjorgji Orovčanec im März 2007 die Partei, und im Juni 2007 wurden die Abgeordneten Vesna Janevska und Valentina Bozhinovska aus der Partei ausgeschlossen.
Bei der Parteiversammlung 22. April 2007 wurde Gjorge Trendafilov und im Dezember 2008 Marjan Dodovski zum Vorsitzenden gewählt. Bei den Kommunalwahlen 2009 konnte VMRO-NP in 40 Gemeinden und in der Hauptstadt Skopje eigene Kandidaten stellen. Dabei wählten mehr als 43.000 Stimmberechtigte die Partei.
Bei den vorgezogenen Parlamentswahlen in Nordmazedonien im Jahr 2011 erhielt VMRO-NP 28.217 Stimmen oder 2,51 % der Gesamtstimmen, ohne eigene Abgeordnete in der Nationalversammlung zu bekommen. Daraufhin unternahmen Dodovski und mehrere weitere Mitglieder im Jahr 2012 einen erfolglosen Versuch, die Partei mit der VMRO-DPMNE zu vereinen, wofür er zum Generalsekretär von VMRO-DPMNE wurde. Ljubčo Georgievski wurde bei einer außerordentlichen Parteiversammlung zum Vorsitzenden gewählt.
An den im Jahr 2020 stattgefundenen Parlamentswahlen nahm VMRO-NR in Koalition mit der SDSM teil und gewann einen Sitz in der Nordmazedonischen Nationalversammlung.

## Vorsitzender
- Vesna Janeska
- Gjorge Trendafilov
- Marjan Dodovski
- Ljubčo Georgievski